# Carência
Carência, em Previdência Social no Brasil, se refere a um mínimo de contribuições que o segurado deve ter para conseguir cobertura no momento da ocorrência do risco.
Não há cumprimento de carência para as prestações previstas para os dependentes. A carência só existe quando o segurado é o beneficiário direto. Os artigos 24 a 27 da Lei 8213/91 tratam a respeito da carência. Dessa forma, o parágrafo único do artigo 24 diz que quando a pessoa perde a qualidade de segurado e se vincula novamente ao sistema, deve contribuir com no mínimo 1/3 do número de contribuições exigidas para o cumprimento da carência definida para o benefício.
Os principais benefícios em que é preciso cumprir o período de carência do INSS, são: 
- auxílio-doença ou aposentadoria por invalidez: carência de 12 doze contribuições mensais;
- aposentadoria por idade, aposentadoria por tempo de serviço e aposentadoria especial: a carência é de 180 contribuições mensais;
- salário-maternidade, se for contribuinte individual, facultativa ou segurada especial: a carência é de 10 contribuições mensais; para a funcionária com carteira assinada não há carência;
- no auxílio-reclusão, desde 2019 é preciso cumprir carência de ao menos 24 meses de contribuições para que os dependentes tenham direito de receber o benefício.

Entretanto, em alguns benefícios, não é exigido o tempo de carência, como na pensão por morte, salário-família, auxílio-acidente, reabilitação profissional e auxílio-doença por acidente ou doença do trabalho.

Nessas exceções, no primeiro mês com carteira assinada, o beneficiário já pode receber os benefícios do INSS. No caso do contribuinte individual ou facultativo, é após o primeiro pagamento em dia da Guia da Previdência Social.